# 多育耳霉
多育耳霉（学名：Conidiobolus polytocus）是属于虫霉目新月霉科耳霉属的一种真菌，腐生在林地土壤中的腐烂植物碎片上。该种分布于中国、美国。